# Irányi Dániel
Irányi Dániel (született Halbschuh Dániel, Toporc, 1822. február 24. – Nyíregyháza, 1892. november 2.) a márciusi ifjak egyike, politikus, publicista.

## Életpályája a szabadságharcig
Apja, Halbschuch Dániel, anyja, a nemesi származású nemesszéki Czapkay Zsófia Cecília volt. Eperjesen, Késmárkon és Rozsnyón végzett előtanulmányok után az eperjesi evangélikus líceumban jogot és bölcseletet tanult. Névváltoztatási kérelmét 1842. augusztus 17-én, Lőcsén hagyták jóvá, ekkor lett a vezetékneve hivatalosan is Halbschuh-ból Irányi. A jogi gyakorlat első évét az eperjesi kerületi tábla jurátusaként töltötte, majd Pestre költözött, ahol 1844-ben köz- és váltóügyvédi vizsgát tett. Hamarosan kinevezték váltójegyzőnek, egyike lett a főváros legkeresettebb ügyvédeinek. Megismerkedett Kossuth Lajossal és a reformellenzék számos vezetőjével. Választmányi tagja volt a Teleki László vezette Pesti Körnek, majd az 1847 januárjában megalakult Ellenzéki Körnek. Kapcsolatba került azzal az ifjúsági társasággal is, amely 1848. március 15-én döntő szerepet játszott a forradalmi eseményekben.

## Tevékenysége az 1848–49-es forradalomban és szabadságharcban
A márciusi ifjak társaságában tevékeny szerepet játszott a március 15-ei eseményekben, tagja lett a Közcsendi Választmánynak. A Batthyány-kormány megalakulása után az igazságügyminisztérium törvényelőkészítő osztályán – Szalay László vezetése alatt – titkárként tevékenykedett. Előadóként részt vett a földhitelintézet alapszabályainak kidolgozására létrehozott bizottság munkájában. 1848 júliusától az első népképviseleti országgyűlésben Pest-Lipótváros országgyűlési képviselője lett, és megválasztották az országgyűlés jegyzőjének is. Szalay László 1848. augusztusi diplomáciai kiküldetése után őt bízták meg a Büntető Törvénykönyv felülvizsgálatával, de ezt a munkát betegsége és a háborús események miatt nem tudta elvégezni.
Josip Jelačić szeptemberi támadásakor belépett az országgyűlés önkénteseiből alakított egységbe, részt vett a pákozdi csatában, majd a csata után visszatért a fővárosba. Rövidesen Sáros vármegye kormánybiztosává nevezték ki. Jelen volt a december 11-ei budaméri ütközetben, ahol a Pulszky Sándor vezette magyar nemzetőrök és honvédek vereséget szenvedtek Franz von Schlik tábornok erőitől és Miskolcra vonultak vissza. Irányi ekkor lemondott kormánybiztosi megbizatásáról és visszatért Pestre, de Kossuth rábeszélésére visszatért a felső-tiszai sereghez, melynek parancsnokságát Mészáros Lázár hadügyminiszter vette át. A január 4-ei vesztes kassai ütközet után végleg lemondott a kormánybiztosságról és az időközben ide költözött kormányt és országgyűlést követve Debrecenbe ment.
Tevékenyen részt vett az országgyűlés munkájában, lelkesen támogatta Kossuth Lajos politikáját és határozottan fellépett a Békepárt törekvései ellen. Az 1849. április 14-ei függetlenségi nyilatkozat meghozatalakor ő vezette az országgyűlés jegyzőkönyvét. Pest felszabadítása után a főváros teljhatalmű kormánybiztosává nevezték ki. Ezt a tisztséget június 5-éig a kormány Buda bevétele utáni visszaérkezéséig töltötte be. 1849 nyarán a Felvidék egyik kormánybiztosaként az orosz betörés elleni felkelést szervezte. A hadi helyzet rosszabbra fordulása után követte az országgyűlést Szegedre, majd Aradra is. Világoson, a fegyverletételt megelőző napon, augusztus 12-én heves szóváltásba keveredett Görgei Artúrral. Ezt követően Szatmár, majd Bereg vármegyébe menekült, ahol el tudta kerülni a letartóztatást, és 1850 januárjában barátjával, Molitor Gusztávval együtt sikerült Stájerországon át Svájcba, majd Párizsba menekülnie. Távollétében halálra ítélték. Bátyja, Irányi István, aki a szabadságharcban az I. hadtest hadbírójaként szolgált, hogy öccse menekülését segítse, a császáriak kezébe kerülve Dánielnek vallotta magát. Az ítéletet csaknem végre is hajtották rajta, életét gróf Szirmay István közbelépése mentette meg.

## Emigrációban
Párizsban újságírásból tartotta fenn magát, emellett rövid ideig egy vidéki nevelőintézetben angol, latin és német nyelvet is tanított. Kapcsolatot tartott a magyar emigrációval, 1859-ben az emigráns magyar kormány szerepét betöltő Magyar Nemzeti Igazgatóság jegyzője lett. E minőségében 1859 nyarán részt vett Kossuth Lajos III. Napóleonnal és Cavour gróffal folytatott tárgyalásain. A sikertelen tárgyalások, az emigráció reményeit szétfoszlató villafrancai békekötés után visszatért Párizsba. 1861-ben Kossuth kérésére Torinóba ment, ahol – a kiegyezést ekkor már egyre inkább pártoló Pulszky Ferenc utódaként – a Magyar Nemzeti Igazgatóságot képviselte az olasz kormány mellett. 1866-ban Kossuth Lajos megbízásából Berlinben járt, hogy a poroszországi magyar légió felállításával kapcsolatos kérdéseket megtárgyalja. A porosz-osztrák béke létrejötte után visszatért Párizsba. Huzamosabb időt töltött Belgiumban, Nagy-Britanniában és Svájcban is. A közben létrejött kiegyezés hatására sem tért haza, mert az amnesztia feltételéül szabott hűségesküt nem volt hajlandó letenni. Ennek ellenére – Kossuth ajánlására – 1868-ban megválasztották Pécs országgyűlési képviselőjének. A választás eredményét az országgyűlés megsemmisítette, de a megismételt választáson, 1868. március 14-én ismét ő nyerte el a mandátumot. Ekkor hazatért, de a hűségesküt ekkor sem tette le.

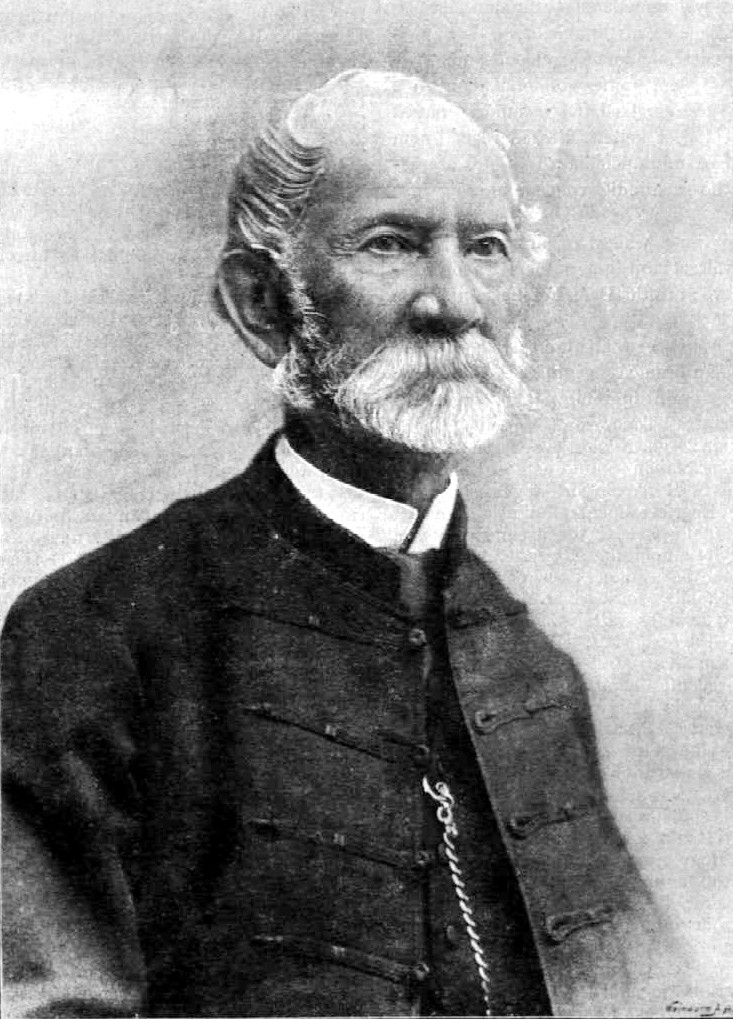
Irányi Dániel 1892-ben (fényképezte: Ellinger Ede)

## Politikai pályája a kiegyezés után
Hazatérésétől haláláig tagja volt az országgyűlésnek, kezdetben Pécs, majd 1872-től Békés város képviselőjeként. 1869-ben a Negyvennyolcas Függetlenségi Párt elnökévé választották. Ő volt a 48-asok kiegyezésellenes, teljes függetlenség-párti békés parlamenti reformtaktikájának kialakítója, amelyet Kossuth többször is támadott. 1884-ben a Függetlenségi Párt és a Negyvennyolcas Függetlenségi Párt egyesülésével létrejött Függetlenségi és Negyvennyolcas Párt elnöke lett. A képviselőház egyik leglelkiismeretesebb tagja s a legnagyobb figyelemmel hallgatott szónoka volt. Szigorú morálját és tiszta jellemét politikai ellenfelei is elismerték. 1886-ban alapító elnöke lett az Erkölcsnemesítő Egyesületnek. Kitartó küzdelmet folytatott a teljes vallásszabadság megvalósításáért és a polgári házasság bevezetéséért.

## Írói és újságírói munkássága
1850. március elejétől számos cikke jelent meg a magyarországi viszonyokról a francia Siècle és Presse, illetve az itáliai Opioné lapokban. A brüsszeli Independence Belgen és a milánói Allianza tudósítójaként is működött. Emlékiratai és jegyzetei alapján párizsi barátjával, Charles Louis Chassinnal megírta az 1848–49-es szabadságharc politikai történetét. Legjelentősebb, még életében magyar nyelven megjelent történeti munkája a Női jellemvonások a szabadságharc idejéből. 1869-ben majd 1873 januárjától 1874 januárjáig a Magyar Újság című politikai napilap szerkesztője volt.

### Főbb művei
- Daniel Irányi–Charles-Louis Chassin: Histoire politique de la Revolution de Hongrie 1847–1849, I–II. (Pagnerre, Páris, 1859–1860)
- Magyarország függetlensége (Hölgyfutár, 1863)
- A népesség szaporodásáról Magyarországon (Magyar Újság, 1867)
- Női jellemvonások a szabadságharc korából (Magyar Újság, 1868)
- Megjegyzések báró Kemény Zsigmond emlékirataira (Budapest, 1883)
- Megjegyzések Madarász József emlékirataira (Budapest, 1884)
- Adalékok a márciusi napok történetéhez (Ország-Világ, 1884)
- A márciusi napok Debrecenben 1849-ben (Ország-Világ, 1885)
- Budapesti kormánybiztosságom 1849-ben (Egyetértés, 1885)
- Irányi Dániel–Charles-Louis Chassin: A magyar forradalom politikai története, 1847–1849; szöveggond., tan., jegyz. Spira György, ford. Szoboszlai Margit; Szépirodalmi, Bp., 1989

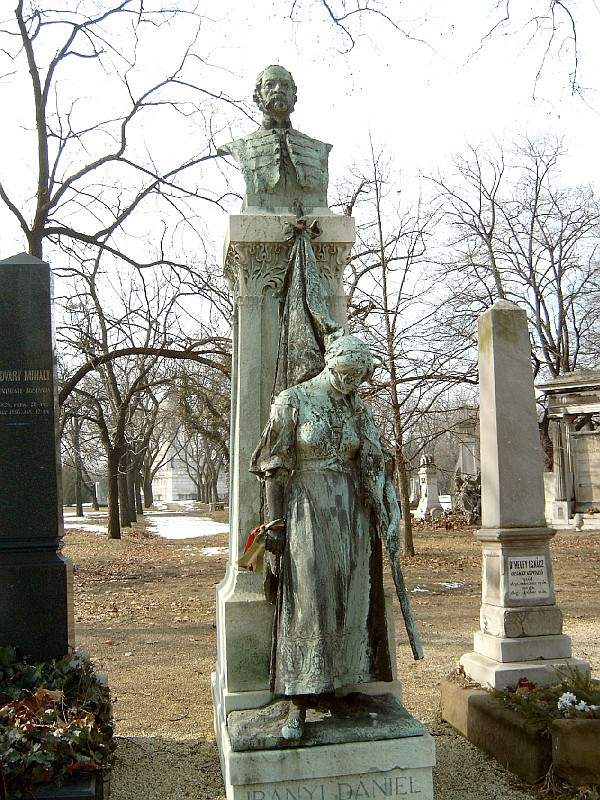
Irányi Dániel sírja Budapesten. Kerepesi temető: 29-1-8. Kallós Ede, Bálint Zoltán és Jámbor Lajos alkotása.

## Emlékezete
Temetése 1892. november 5-én történt a képviselőház költségén, Budapesten, a Kerepesi úti temetőben. Koporsója felett a függetlenségi párt nevében Eötvös Károly mondott bucsúbeszédet. A Függetlenségi és 48-as Párt 1899-ben határozta el, hogy síremléket állíttat Irányi Dániel sírján. Az 1901-ben elkészült síremlék Kallós Ede, Bálint Zoltán és Jámbor Lajos alkotása. 1904-ben Kallós Ede bronzból és márványból elkészítette a síremléken található bronzszobrok másolatát. Ez a szobor Budapesten a Károlyi kertben áll. Budapesten, Székesfehérvárott, Esztergomban, Kaposvárott, Szentendrén, Tiszalökön, Békésen és Balassagyarmaton utca viseli a nevét. Békésen a városháza elülső homlokzatán mellszobra látható.
1893-ban Illyés Bálint emlékező beszédéből rövid kiadvány jelent meg „Irányi Dániel emlékezete" címmel.